# Grupa kwaternionów

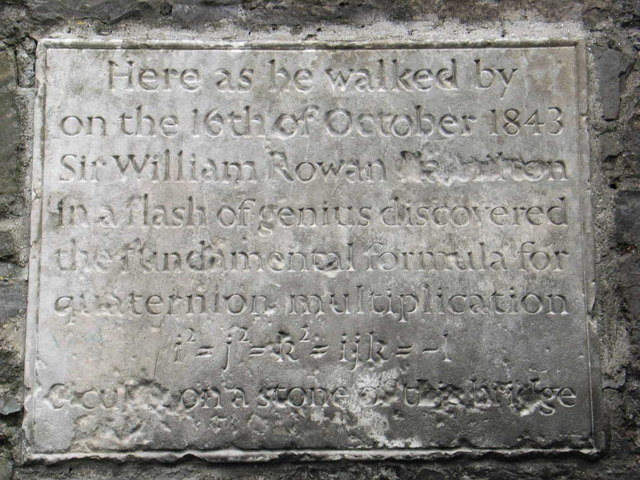
Tablica na dublińskim moście upamiętniająca odkrycie przez Hamiltona grupy kwaternionów.

Grupa kwaternionów – nieabelowa grupa multyplikatywna rzędu 8, oznaczana symbolem {\displaystyle Q_{8}} lub rzadziej {\displaystyle Q} lub {\displaystyle Quat}, składająca się z następujących elementów: {\displaystyle \{1,-1,i,-i,j,-j,k,-k\}} będących kwaternionami. Generatorami tej grupy są kwaterniony {\displaystyle i} oraz {\displaystyle j}.
Grupa kwaternionów została odkryta przez Hamiltona w 1843 roku. Matematyk wpadł na ten pomysł podczas spaceru, a główne wzory wyrzeźbił na kamiennym moście w Dublinie.
Grupę kwaternionów można również potraktować jako grupę macierzową będącą podgrupą specjalnej grupy liniowej {\displaystyle SL(2,\mathbb {C} )}. Określmy następujące macierze:
{\displaystyle {\widehat {1}}={\begin{pmatrix}1&0\\0&1\end{pmatrix}},{\widehat {i}}={\begin{pmatrix}i&0\\0&-i\end{pmatrix}},{\widehat {j}}={\begin{pmatrix}0&1\\-1&0\end{pmatrix}},{\widehat {k}}={\begin{pmatrix}0&i\\i&0\end{pmatrix}}}.
Wtedy zbiór {\displaystyle \{{\widehat {1}},-{\widehat {1}},{\widehat {i}},-{\widehat {i}},{\widehat {j}},-{\widehat {j}},{\widehat {k}},-{\widehat {k}}\}} tworzy grupę {\displaystyle Q_{8}}.
W grupie kwaternionów można utworzyć następującą tablicę Cayleya:
| {\displaystyle \cdot } | 1  | −1 | i  | −i | j  | −j | k  | −k |
| ---------------------- | -- | -- | -- | -- | -- | -- | -- | -- |
| 1                      | 1  | −1 | i  | −i | j  | −j | k  | −k |
| −1                     | −1 | 1  | −i | i  | −j | j  | −k | k  |
| i                      | i  | −i | −1 | 1  | k  | −k | −j | j  |
| −i                     | −i | i  | 1  | −1 | −k | k  | j  | −j |
| j                      | j  | −j | −k | k  | −1 | 1  | i  | −i |
| −j                     | −j | j  | k  | −k | 1  | −1 | −i | i  |
| k                      | k  | −k | j  | −j | −i | i  | −1 | 1  |
| −k                     | −k | k  | −j | j  | i  | −i | 1  | −1 |
Podgrupami grupy kwaternionów są {\displaystyle \{1\},} {\displaystyle \{1,-1\},} {\displaystyle \{1,-1,i,-i\},} {\displaystyle \{1,-1,j,-j\},} {\displaystyle \{1,-1,k,-k\}} oraz {\displaystyle \{1,-1,i,-i,j,-j,k,-k\}}. Wszystkie podgrupy tej grupy są normalne.
Ponieważ każda podgrupa nieabelowej grupy {\displaystyle Q_{8}} jest normalna, to mówimy, że grupa kwaternionów jest grupą Hamiltona.
Grupa kwaternionów pojawia się w mechanice kwantowej, w teorii spinu elektronu Wolfganga Pauliego, a powyższe macierze nazywane są macierzami Pauliego.